# Římskokatolická farnost Blšany
Římskokatolická farnost Blšany (lat. Floehavia) je církevní správní jednotka sdružující římské katolíky na území města Blšany a v jeho okolí. Organizačně spadá do lounského vikariátu, který je jedním z 10 vikariátů litoměřické diecéze. Centrem farnosti je kostel svatého Michaela archanděla v Blšanech.

## Historie farnosti
Farnost byla založena před rokem 1300. Matriky jsou vedeny od roku 1649.

### Duchovní správcové vedoucí farnost
Začátek působnosti jmenovaného v duchovní správě farnosti od:
- 1652   Gottfried Langenauer
- 1653   Martin Neßer[3] (Nefzer[4])
- 1656   Severin Chrysostomus Schuberth von Schubenfels
- 1659   Magnus Ignatius, OSB
- 1663   Joannes Adalbertus Friedr. von Eichen
- 1668   Wolfgang Wilhelm Cappeler
- 1673   Paul Prokop Prochs
- 1677   Joannes Ignaz Elsner
- 1686   Joannes Bernh. Xav. Hoffmann
- 1696   par. vacat, admin. Antonius Ferdinand Zolitsch
- 1699   Franciscus Joannes Xav. Dunger
- 1705   Franz Bernh. Götzl
- 1708   Wenzel Müller
- 1719   Matthias Schiemling
- 1729   Joannes Josephus Hipper
- 1753   Joh. Jakob Schattner
- 1754   Thaddeus Siegl
- 1755   Wenzel Stengl
- 1759   Michael Wartisch (Warleich[4]) de Bubna
- 1765   Karl Pelz
- 1772   Franz Karl Fischer
- 1778   Andreas Polster
- 1782   Josef Muhr
- 1798   Josef Früchtner[3]
- 1798   Franz Hennig, n. 13. 4. 1761 Crisdorfens o. 27. 8. 1790, † 22. 4. 1827
- 1827   Franz Jena, n. 15. 1. 1787 Saaz, o. 17. 8. 1809, † 11. 8. 1839
- 1839   par. vacat
- 1839   Anton Fiedler, n. 15. 2. 1782 Alt Ehrenberg., o. 31. 8. 1807, † 9. 7. 1867
- 1852   Franz Richter, n. 4.  10. 1815 Pont., o. 1. 8. 1839, † 29. 11. 1895
- 1896   Karl Rauscher, n. 26. 8. 1834 Reitschowes, o. 1. 8. 1859, † 8. 1. 1900
- 1900   Karl Höfert, n. 5. 8. 1860 Sirbic., o. 16. 5. 1886, † 24. 5. 1939
- 1933   par. vacat, adm. exc. Rudolf Schneider
- 1. 2. 1934 Jos. Mally, n. 29. 9. 1901 Girschen, o. 28. 6. 1925, † 24. 1. 1974
- 1. 9. 1945 Antonín Matiek
- 1. 8. 1947 František Hrubý
- 1951 Jeroným Bochnia
- 1. 4. 1972 Václav Vávra CSsR
- 1. 1.  1975 Pavel Bohumil Petřina, O.Praem., administrátor
- 1. 11. 1990 Václav Vávra CSsR
- 1992 Vladimír Jedlička CSsR
- 1. 7. 1993 Aleksander Siudzik CSsR, admin. exc. z Podbořan[4]

Kromě kněží stojících v čele farnosti, působili ve farnosti v průběhu její historie i jiní kněží. Většinou pracovali jako farní vikáři, kaplani, katecheté, výpomocní duchovní aj.

## Území farnosti
Do farnosti náleží území obce:
- Blšany (Flöhau)[p 2]
- Stachov (Stachel)[p 2]

## Římskokatolické sakrální stavby na území farnosti
| | Fotografie | Stavba                         | Místo  | Bohoslužby                      | Zeměpisné souřadnice            | Status       | Číslo kulturní památky           |
| Kostel | Kostel     | Kostel                         | Kostel | Kostel                          | Kostel                          | Kostel       | Kostel                           |
| --- | ---------- | ------------------------------ | ------ | ------------------------------- | ------------------------------- | ------------ | -------------------------------- |
| 1. |            | Kostel sv. Michaela archanděla | Blšany | bližší informace o bohoslužbách | 50°13′2″ s. š., 13°28′16″ v. d. | farní kostel | 43473/5-1065 (Pk•MIS•Sez•Obr•WD) |
| Kaple |            |                                |        |                                 |                                 |              |                                  |
| 2. |            | Kaple                          | Blšany |                                 |                                 | kaple        | —                                |
| Některé drobné sakrální stavby a pamětihodnosti lze dohledat zde v databázi Drobné sakrální památky Zaniklé sakrální stavby lze dohledat zde v databázi Poškozené a zničené kostely, kaple a synagogy v České republice |            |                                |        |                                 |                                 |              |                                  |

Ve farnosti se mohou nacházet i další drobné sakrální stavby, místa římskokatolického kultu a pamětihodnosti, které neobsahuje tato tabulka.

## Příslušnost k farnímu obvodu
Z důvodu efektivity duchovní správy byl vytvořen farní obvod (kolatura) farnosti – děkanství Podbořany, jehož součástí je i farnost Blšany, která je tak spravována excurrendo.